# Tony Settember
Tony Settember (ur. 10 lipca 1926 w Manili, zm. 4 maja 2014 w Reno, Nevada) – amerykański kierowca wyścigowy. Startował w Formule 1 7 razy w zespołach Emeryson i Scirocco-Powell. Zadebiutował 21 lipca 1962 roku. Nigdy nie zdobył punktu.